# Grand Prix des arts de la scène
Le Grand prix des arts de la scène était décerné par la ville de Paris.
Récipiendaires :
- 1980 : Jean-Claude Grumberg
- 1984 : Louis Calaferte
- 1985 : Dominique Valadié
- 1994 : Claude Régy
- 1995 : Peter Brook
- 1996 : Jorge Lavelli
- 1997 : Philippe Adrien
- 1998 : Carolyn Carlson
- 1999 : Ariane Mnouchkine (prix qu'elle refuse de recevoir des mains du maire de l'époque, Jean Tiberi)[réf. nécessaire]